# Sical de la Patagònia
El sical de la Patagònia (Sicalis lebruni) és una espècie d'ocell pertanyent a la família dels emberízids.
Habita en els matolls, les estepes i prop de llacunes i banyats. A Amèrica del Sud es distribueix per Argentina i Xile.